# Steuerbezirk Karlsberg
Der Steuerbezirk Karlsberg war in der ersten Hälfte des 19. Jahrhunderts einer der 89 Bezirke der Provinz Kärnten. Er umfasste folgende sieben Steuergemeinden in ihren damaligen Grenzen: 
- Katastralgemeinde Galling
- Katastralgemeinde Hörzendorf (damalige Schreibweise Herzendorf)
- Katastralgemeinde Liebenfels (damaliger Name Feistritz)
- Katastralgemeinde Niederdorf
- Katastralgemeinde St. Peter am Karlsberg (damaliger Name St. Peter)
- Katastralgemeinde Pfannhof
- Katastralgemeinde Projern

Der Bezirk umfasste eine Fläche von 5817 Joch, das entspricht etwa 33,5 km². Im Jahr 1846 hatte der Bezirk 1550 Einwohner.

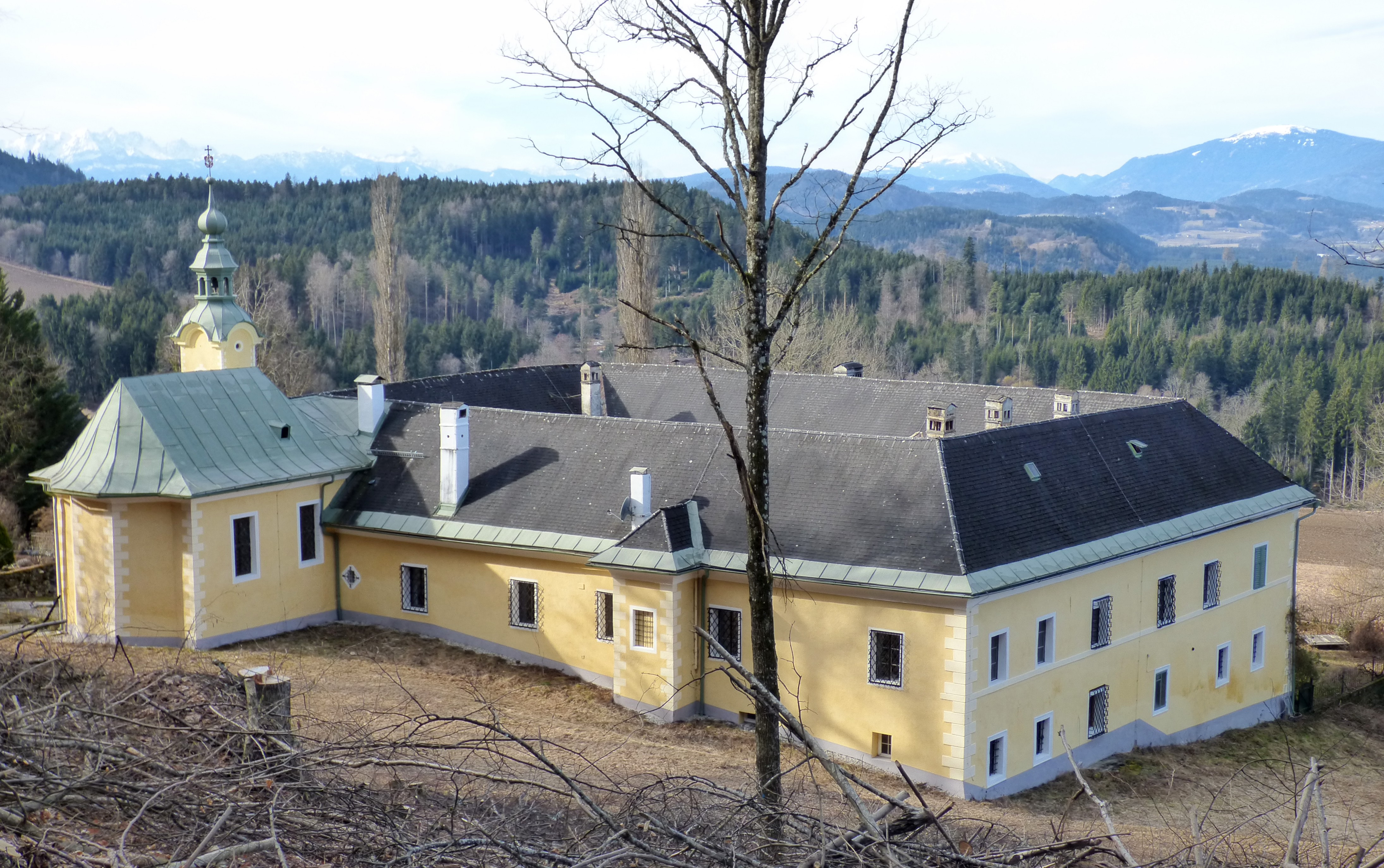
Schloss Karlsberg

Benannt war der Bezirk nach der Herrschaft Karlsberg mit Sitz auf Schloss Karlsberg, gelegen in der heutigen Gemeinde Sankt Veit an der Glan. Bemerkenswert war, dass nur sechs der sieben Steuergemeinden ein geschlossenes Gebiet um das Schloss Karlsberg bildeten; hingegen lag die Steuergemeinde Pfannhof knapp 10 km weiter nordöstlich. Schloss Pfannhof befand sich aber ebenso wie Schloss Karlsberg im Besitz der Grafen Goëss.
Im Zuge der Reformen nach der Revolution von 1848/49 wurden die Steuerbezirke aufgelöst. Die bis dahin dem Steuerbezirk Karlsberg zugehörigen Steuergemeinden wurden dann den neu errichteten politischen Gemeinden Hörzendorf (Galling, Hörzendorf, Niederdorf, Projern), Gemeinde Feistritz (Liebenfels), Pfannhof (Pfannhof) und St. Peter am Bichl zugeteilt; letztere lag im politischen Bezirk Klagenfurt-Land, die anderen im Bezirk Sankt Veit.